# 新北市新莊區豐年國民小學
新北市新莊區豐年國民小學，簡稱豐年國小，是位於臺灣新北市新莊區的一所國小。

## 校史
- 1983年5月6日，台北縣政府核派民安國小洪志國校長兼豐年國小籌備處主任。
- 1984年1月31日，省府核定增設豐年國小，仍由民安國小洪志國校長兼任豐年國小籌備處主任。
- 1984年8月2日，羅藤勳先生奉派為首任校長。教務主任蕭錦煥先生、訓導主任羅榮森先生、總務主任徐永能先生並同時到職，因校舍尚未完成，暫借國泰國小辦公。
- 1985年9月2日，正式遷入校址招生上課，一至四年級共有十七班、教職員工二十五人、學生八八六人。
- 1986年8月1日，成立輔導室。
- 1993年，成立幼稚園、資源班。
- 1994年，成立補校。
- 1995年，成立管樂團。
- 2000年8月，獲教育部評選為新莊區教學創新九年一貫試辦學校，分兩階段，兩學期進行。
- 2004年9月11日，九一一豪大雨沖刷，造成東側大樓前土方流失地基塌陷。
- 2009年12月，完成校舍命名(平安樓 、健康樓、智慧樓 、快樂樓)。
- 2010年8月，設置資優班一班
- 2015年9月，104學年度，普通班32班學生共811人、特教班1班、資優班1班、資源班1班、學前教育特教班1班、幼兒園4班，教職員工89人。
- 2018年，成立戲劇社。

## 外部連結
新北市立豐年國民小學 （页面存档备份，存于）